# Blueprints for the Black Market
Blueprints for the Black Market is het eerste album van de band Anberlin. Het werd nauwelijks een jaar na de formatie van deze band uitgebracht en was het enige album van de band waarop gitarist Joey Bruce nog te horen is. Van Blueprints for the Black Market komen twee singles, namelijk: "Readyfuels", waar een muziekvideo voor opgenomen is, en "Change The World (Lost Ones)". Hoewel er van het album 60.000 exemplaren verkocht zijn, verbleekt het succes van dit album bij dat van de latere albums van Anberlin.

## Nummers
- Alle nummers zijn geschreven en gecomponeerd door Anberlin, tenzij anders vermeld (tussen haakjes).

1. "Readyfuels" – 3:37
2. "Foreign Language" – 2:49
3. "Change the World (Lost Ones)" – 3:59
4. "Cold War Transmissions" – 3:12
5. "Glass to the Arson" – 3:29
6. "The Undeveloped Story" – 3:27
7. "Autobahn" – 3:25
8. "We Dreamed in Heist" – 3:17
9. "Love Song" (W. Bransby, S. Gallup, R. O'Donnell, R. Smith, P. Thompson, and L. Tolhurst) – 3:05 (cover van The Cure)
10. "Cadence" – 3:17
11. "Naïve Orleans" – 4:08

## Medewerkers
- Stephen Christian – zang
- Joseph Milligan – gitaar
- Nathan Young – drumstel
- Joey Bruce – gitaar
- Deon Rexroat – basgitaar
- Aaron Sprinkle – productie, engineering, mixing
- J. R. McNeely – mixing
- Troy Glessner – mastering
- Michael Christian McCaddon – art direction, fotografie, design
- David Johnson – band fotografie
- Brandon Ebel – executive producer